# Coming to America
Coming to America (bra: Um Príncipe em Nova York; prt: Um Príncipe em Nova Iorque) é um filme de comédia romântica estadunidense de 1988, dirigido por John Landis, a partir de uma história criada originalmente por Eddie Murphy, que também protagoniza o papel principal. O filme é co-estrelado por Arsenio Hall, James Earl Jones, Shari Headley e John Amos. Murphy interpreta Akeem Joffer, o príncipe herdeiro do fictício reino africano de Zamunda, que viaja para os Estados Unidos e se passar por um rapaz pobre na esperança de encontrar uma mulher que o ame de verdade.
Coming to America, foi lançada nos Estados Unidos em 29 de junho de 1988, tendo uma boa recepção da crítica e público. Em 1989, foi feito um piloto para uma série de televisão spin-off planejada, embora isso nunca tenha sido escolhido para uma série. Uma sequência, intitulada Coming 2 America, foi produzida e lançada em 2021, 33 anos depois, com a maior parte do elenco original.

## Sinopse
Akeem Joffer, um jovem príncipe herdeiro do trono de Zamunda, um reino africano fictício, vive uma vida de luxo e riqueza, com todas as tarefas comuns do dia-a-dia sendo  realizadas por criados. Akeem se aborrece com esta vida, desejando algo a mais para si mesmo. Em seu 21° aniversário, seus pais, o rei Jaffe e a rainha Aeoleon, lhe apresentam sua futura esposa, a princesa Imani, que ele nunca conheceu e que foi treinada para obedecer todas as suas ordens.
Querendo achar uma mulher que o ame pelo que ele realmente é, e não pelo seu status social, Akeem decide viajar para os Estados Unidos da América, juntamente com o melhor amigo e assessor pessoal Semmi (Arsenio Hall). O destino escolhido é o bairro do Queens (por "queen" ser rainha em inglês), na Cidade de Nova Iorque, onde fingem serem humildes estudantes estrangeiros, e vivendo num apartamento miserável em Long Island City, ao mesmo tempo em que tentam se habituar a uma realidade bem diferente da que conhecem.
Pouco depois, os dois arranjam trabalho numa lanchonete de fast food chamada McDowell's (uma imitação do McDonald's), que pertence ao viúvo Cleo McDowell e às suas duas filhas, Lisa e Patrice. Akeem acaba se se apaixonando por Lisa, mas esta já tem um namorado, o arrogante Darryl (Eriq La Salle), cujo pai é dono da marca "Soul Glo" (um creme que ajuda a cachear cabelos, ao estilo do penteado Jheri), e que, sem o consentimento de Lisa, anuncia que ambos se vão casar. Furiosa, ela termina com Darryl e começa a sair com Akeem, que a impressiona com a sua personalidade e nobreza, apesar de garantir a Lisa que vem de uma família de pastores de cabra na África.
Enquanto Akeem está com cada vez mais trabalho e aprendendo como vivem os plebeus, Semmi não está mais aguentando viver em condições de vida tão humildes. Depois que um jantar com Lisa é frustrado, Semmi propõe um apartamento com jacuzzi e outros luxos, mas Akeem confisca o dinheiro e dá tudo a dois mendigos (Don Ameche e Ralph Bellamy - fazendo uma aparição especial como os irmãos Duke de Trading Places). Semmi então emite um carta, pedido  urgentemente mais fundos adicionais ao reino de Zamunda.

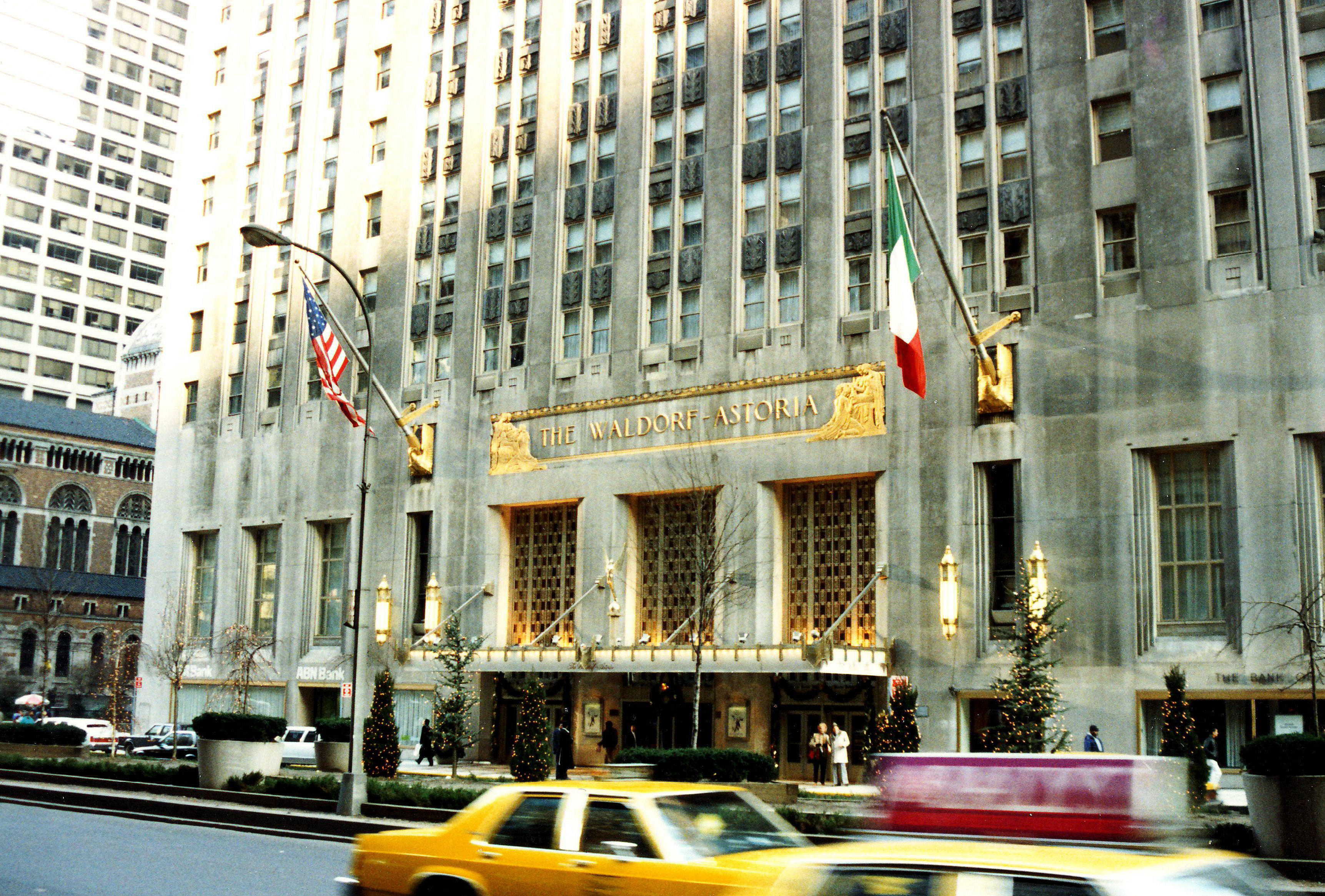
O Waldorf Astoria New York, local onde a família real se hospeda ao desembarcarem na América.

Como consequência, a família real e toda a corte viajam até o Queens para lidar com a situação, revelando a todos que Akeem pertence, na verdade à realeza. McDowell, que não aprovava o namoro por julgar que Akeem era pobre, fica radiante, mas Lisa se enfurece por Akeem ter escondido a sua identidade e por isso se recusa a casar com ele. Akeem explica o motivo de ter mentido, mas Lisa continua magoada. Desolado, o príncipe resolve voltar para o seu país, aceitando se casar com Imani. Perante o desgosto do filho, o rei Jaffe insiste que esta  "é a tradição" e pergunta "quem sou eu para mudá-la?". A rainha Aeoleon  responde: "eu pensei que fosse o rei".
Na cerimônia de casamento  em Zamunda, Akeem espera, desanimado, pela sua noiva no altar. Quando levanta o véu dela, fica surpreso ao descobrir que é Lisa, que decidiu voltar atrás e aceitar se casar com ele, com a bênção de Jaffe. Ao final da cerimônia, os dois seguem de carruagem, enquanto são saudados pelo povo zamundense. Lisa está maravilhada com tamanho esplendor e pergunta a Akeem se ele realmente abriria mão de tudo aquilo por ela; Akeem afirma que poderia fazer isso ali mesmo, mas Lisa ri, optando por fazer parte da família real.

## Elenco
- Eddie Murphy como Akeem Joffer, o príncipe de Zamunda
  - Murphy também interpreta Randy Watson, um cantor de soul da banda fictícia Chocolate Sensual, bem como Clarence, o barbeiro local, e Saul, o cliente judeu da barbearia.
- Arsenio Hall como Semmi, melhor amigo e assessor pessoal de Akeem
  - Hall também interpreta o reverendo Brown, um pastor da igreja, assim como o barbeiro destro de Clarence, Morris, e uma garota feia na boate.
- James Earl Jones como o Rei Jaffe Joffer, pai de Akeem e rei de Zamunda.
- John Amos como Cleo McDowell, patrão de Akeem e pai de Lisa.
- Madge Sinclair como Rainha Aoleon Joffer, mãe de Akeem e rainha de Zamunda.
- Shari Headley como Lisa McDowell, a filha mais velha de Cleo e o interesse amoroso de Akeem.
- Clint Smith como Sweets, o barbeiro.
- Paul Bates como Oha, um servo real.
- Eriq La Salle como Darryl Jenks, o arrogante namorado de Lisa e herdeiro dos produtos Soul Glo
- Frankie Faison como o proprietário do apartamento onde Akeem e Semmi vão morar no Queens.
- Vanessa Bell como Imani Izzi, prometida como futura esposa de Akeem.
- Louie Anderson como Maurice, um funcionário de McDowell.
- Allison Dean como Patrice McDowell, a filha mais nova de Cleo e irmã de Lisa.
- Sheila Johnson como uma dama de companhia da rainha.
- Jake Steinfeld como motorista de táxi.
- Calvin Lockhart como Coronel Izzi, pai de Imani

O elenco também inclui: Samuel L. Jackson como um homem armado que tenta assaltar a lanchonete McDowell's; Vondie Curtis-Hall como o zamundense que reconhece Akeem no jogo de basquete; Elaine Kagan como a atendente dos correios; Garcelle Beauvais como portadora real de rosas; Victoria Dillard como esfregadeira pessoal real; assim como o marca a estréia de Ruben Santiago-Hudson como um traficante de rua e Cuba Gooding Jr. como um garoto cortando cabelo na barbearia.
Don Ameche e Ralph Bellamy reprisam seus papéis como Mortimer e Randolph Duke, respectivamente, do filme de comédia de Landis e Murphy, Trading Places (1983). Um trecho da trilha sonora de Trading Places pode ser ouvido durante a cena.
Como indicado anteriormente, Coming to America apresenta Murphy e Hall em vários papéis diferentes, de várias cores, credos e sexos. Após o sucesso deste filme, ele se tornou frequente para Murphy, como visto em quatro filmes posteriores: Vampire in Brooklyn (1995); The Nutty Professor (1996); Nutty Professor II: The Klumps (2000); e Norbit (2007).

## Produção
Coming to America reuniu pela segunda vez Eddie Murphy e o diretor John Landis. Os dois haviam trabalhado juntos anteriormente em Trading Places. Os dois se desentenderam várias vezes durante as gravações, com Murphy alegando que jamais trabalharia com Landis novamente. Os dois, no entanto, fizeram as pazes, e Murphy o convidou pessoalmente para dirigi-lo em Beverly Hills Cop III.
Murphy recebeu um salário pessoal de US$8 milhões por seu trabalho no filme, além de 15% dos aluguéis. Landis recebeu US$600,000, mais 10% da receita bruta.
O pôster de um falso filme de ficção científica, "See You Next Wednesday", uma piada recorrente nos filmes de Landis, aparece na estação de metrô depois que Lisa sai do trem.

## Lançamento
A Paramount cancelou as exibições do filme após reações negativas iniciais a uma exibição em Nova York.

### Bilheteria
Lançado em 29 de junho de 1988, pela Paramount Pictures nos Estados Unidos, foi um sucesso comercial de bilheteria, tanto nacional quanto mundialmente. O filme estreou em primeiro lugar com US$21,404,420 em 2,064 telas, totalizando em cinco dias um total de US$28,409,497. O filme faturou US$128,152,301 nos Estados Unidos e acabou com um total mundial de US$288,752,301. Foi o filme com maior lucro naquele ano para o estúdio e o terceiro filme com maior bilheteria dos Estados Unidos.
Foi lançado um mês depois no Reino Unido e ganhou US$7,712,622 durante sete semanas. Foi lançado em 2 de setembro na Alemanha Ocidental, onde estreou em primeiro lugar com US$3,715,791 em 297 telas. Terminou sua exibição após 13 semanas com US$15,743,447. Vários artigos contemporâneos afirmaram que a receita mundial do filme foi de US$350 milhões.

## Recepção
Coming To America recebeu críticas positivas após o lançamento. O site de agregador de críticas Rotten Tomatoes dá ao filme uma pontuação de 67%, com base em críticas de 42 críticos com uma classificação média de 5,9/10. Em Metacritic, o filme possui uma pontuação média ponderada de 47 em 100, com base em 16 revisões, indicando "críticas mistas ou médias".
Sheila Benson, no Los Angeles Times, chamou de "conto de fadas vazio e desgastante de Eddie Murphy" e lamenta: "Que um filme de Eddie Murphy chegue a esse ponto". Vincent Canby, do The New York Times, também criticou a redação, chamando-a de "uma ideia possivelmente engraçada", mas sugerindo que o roteiro escapou antes de estar pronto. Canby encarou o filme como uma comédia romântica, mas disse que os elementos românticos foram fracos e, em vez disso, o filme se encaixa em um pastelão. Siskel & Ebert tinham opiniões contraditórias sobre o filme. Siskel gostou da atuação de Murphy e Hall, mas Ebert ficou desapontado por Murphy não ter trazido sua performance habitual e mais animada, e Ebert também criticou o roteiro não original.

### Prêmios
O filme foi indicado a duas categorias no Oscar 1989: Melhor Figurino de Deborah Nadoolman Landis e Melhor Maquiagem de Rick Baker, que projetou os efeitos de maquiagem para os vários personagens coadjuvantes de Murphy e Arsenio Hall.

### Processo
O filme foi o tema do processo civil Buchwald v. Paramount, que o humorista Art Buchwald entrou em 1990 contra os produtores do filme com o argumento de que a ideia do filme foi roubada de seu tratamento de roteiro de 1982 sobre um rico e despótico potentado africano que chega a América para uma visita de estado. A Paramount havia optado pelo tratamento de Buchwald, e John Landis foi contratado como diretor e Eddie Murphy como protagonista, mas após dois anos de inferno do desenvolvimento, a Paramount abandonou o projeto em março de 1985. Em 1987, a Paramount começou a trabalhar em Coming to America com base em história de Eddie Murphy. Buchwald venceu a quebra de contrato e o tribunal ordenou uma indenização monetária. As partes posteriormente resolveram o caso extrajudicialmente antes de um apelo a julgamento.

## Trilha sonora
A trilha sonora do filme foi lançada em LP, cassete e CD. As músicas "Coming to America" do The System, "Better Late Than Never" do Cover Girls e "Come into My Life" do Laura Branigan e Joe Esposito foram lançadas como singles do álbum. "That's The Way It Is", de Mel & Kim, foi lançado como single no Reino Unido, antes do lançamento do filme, em fevereiro de 1988, e se tornou um dos dez principais hits. Foi lançado como um single nos EUA no momento do lançamento do filme.
O coro sul-africano Ladysmith Black Mambazo canta Mbube durante a sequência de abertura (a música também conhecida como The Lion Sleeps Tonight). O grupo já gravou várias versões diferentes de Mbube; no entanto, a versão ouvida em Coming to America não havia sido lançada em sua trilha sonora ou em CD desde 2006.
Uma música promocional do filme, também intitulada "Coming to America", foi escrita e executada pelo The System.
Lado A
1. "Coming to America" — The System (3:49)
2. "Better Late Than Never" — The Cover Girls (4:02)
3. "All Dressed Up (Ready to Hit the Town)" — Chico DeBarge (4:50)
4. "I Like It Like That" — Michael Rodgers (4:01)
5. "That's the Way It Is" — Mel and Kim (3:25)

Lado B
1. "Addicted to You" — LeVert (3:54)
2. "Comin' Correct" — J.J. Fad (3:56)
3. "Livin' the Good Life" — Sister Sledge (3:46)
4. "Transparent" — Nona Hendryx (3:50)
5. "Come into My Life" — Laura Branigan & Joe Esposito (4:39)

### Soul Glo
O jingle do comercial do produto fictício Soul Glo foi composto por Nile Rodgers, que sugeriu que este é o seu "momento de maior orgulho". Os vocais foram fornecidos por Christopher Max.

## Legado

### Piloto de televisão
Um piloto de televisão de uma versão sitcom semanal do filme foi produzido para a CBS, após o sucesso do filme, estrelado por Tommy Davidson como príncipe Tariq e Paul Bates reprisando seu papel como Oha. O piloto não foi vendido, mas foi televisionado em 4 de julho de 1989 como parte da série de antologia piloto da CBS Summer Playhouse.

### Remakes
Um filme em língua tâmil, My Dear Marthandan, foi produzido com base na trama de Coming to America. Um filme de Hong Kong, The Fun, the Luck & the Tycoon, também tem o mesmo enredo.

### Influências na música
A melodia ouvida na cena do banheiro, onde o príncipe Akeem está sendo lavado por servas, foi mostrada na música de Snoop Dogg "That's That", de 2006, com R. Kelly; um remix da música com o rapper Nas inclui a voz de uma mulher dizendo "o pênis real limpa sua alteza", uma fala retirada da mesma cena. Além disso, os videoclipes do single de Busta Rhymes, de 1997, "Put Your Hands Where My Eyes Could See", e o single de 2015 de Action Bronson, "Baby Blue", são vagamente baseados no filme. A música "Coming 2 America" de Ludacris do álbum Word of Mouf apresenta amostras e letras referenciando o filme.

### Sequência
No início de 2017, foi divulgado um anúncio que abordou a produção de uma continuação do filme. Jonathan Levine foi anunciado como diretor e Kevin Misher como produtor, além disso, Sheffield e Blaustein, os roteiristas originais, também foram colocados no projeto. No entanto, uma possível participação dos protagonistas Eddie Murphy e Arsenio Hall não ficou definida. De acordo com várias contas públicas, o próprio Murphy, aparentemente, postou um anúncio sobre o projeto do filme, um mês antes, no Facebook, mas depois afirmou que sua conta havia sido hackeada e completamente excluída.
Em 11 de janeiro de 2019, foi anunciado que a continuação seguiria em frente, com Murphy reprisando seu papel e Craig Brewer dirigindo-a (os dois trabalharam juntos no filme Dolemite Is My Name, da Netflix). Arsenio Hall, Shari Headley, John Amos e James Earl Jones voltaram para a sequência. Wesley Snipes assinou um papel como o vilão do filme. Leslie Jones, o rapper Rick Ross e o ator Morgan Freeman também se juntaram ao elenco.
O filme estava programado para ser lançado nos cinemas em 18 de dezembro de 2020, mas devido à pandemia COVID-19, a Amazon Studios comprou os direitos de distribuição e o lançou digitalmente no Amazon Prime Video em 4 de março de 2021.

## Principais prêmios e indicações
- Óscar 1989 (Estados Unidos)
  - Recebeu indicações nas categorias de Melhor Maquiagem e Melhor Figurino.
- American Comedy Awards 1989 (Estados Unidos)
  - Venceu na categoria de Ator Coadjuvante mais Engraçado em Cinema (Arsenio Hall).